# Paulun

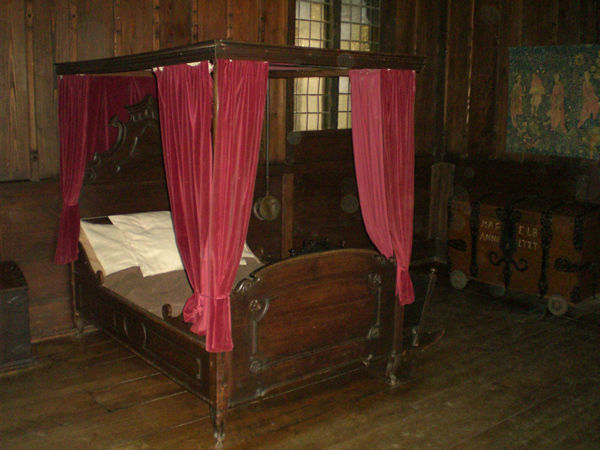
Paulun.

En paulun är en himmelssäng. Detta ord finns bland annat med i Fjäriln vingad syns på Haga, Fredmans sång nr 21 (så lunka vi...) samt i Fredmans epistel 41 (Mollberg satt i...) av Bellman.